# Сант'Елија Фјумерапидо
Сант'Елија Фјумерапидо (итал. Sant'Elia Fiumerapido) је насеље у Италији у округу Фрозиноне, региону Лацио.
Према процени из 2011. у насељу је живело 4218 становника. Насеље се налази на надморској висини од 128 м.

## Становништво
Према резултатима пописа становништва 2011. у општини је живело 6.227 становника.
| 1931. | 1936. | 1951. | 1961. | 1971. | 1981. | 1991. | 2001. | 2011. |
| ----- | ----- | ----- | ----- | ----- | ----- | ----- | ----- | ----- |
| 5.638 | 5.881 | 6.481 | 5.089 | 4.850 | 5.806 | 6.152 | 6.326 | 6.227 |

## Партнерски градови
- Санта Моника
- Гротаферата